# Václav Voskovec
Václav Voskovec, rodným jménem Vilém Wachsmann, křtěný Vilím Eduard 5. ledna 1864 Svojšice – 24. dubna 1945 Praha), byl český vojenský kapelník a legionář. Jeho synem byl česky divadelní a filmový herec Jiří Voskovec.

## Život

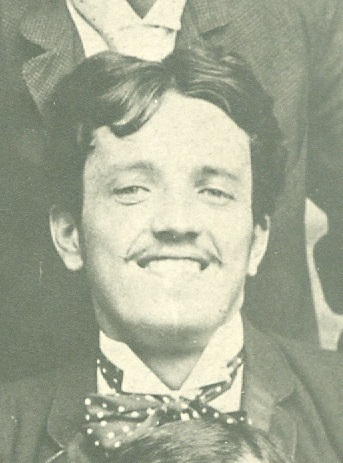
Václav Vilém Voskovec (Wachsmann) v mládí

Narodil se ve Svojšicích v rodině Jindřicha Wachsmanna, chirurga a osobního lékaře hraběte Michaela Karla Althanna. Vyrůstal s dalšími deseti sourozenci, jmenovitě Marií (* 1853), Karlem (1854–1855), Ottou (* 1856), Karlem (* 1857), Jindřichem (* 1859), Zdeňkem (1860–1861), Zdeňkem (* 1862), Aloisem (* 1866), Ladislavem Emilem (* 1867) a nejmladším Bedřichem (* 1871).
Obecnou školu absolvoval ve Svojšicích, v dalším studiu pokračoval na gymnáziu, které však nedokončil, poté pracoval krátce ve svojšickém cukrovaru a později i v pražské tiskárně. Studiu hudby se věnoval pouze soukromě a v roce 1883 nastoupil dobrovolně k hudbě 28. pěšího pluku v Praze, ale tuto službu však ukončil v roce 1889. V letech 1886–1889 studoval na pražské varhanické škole, skladbu ve třídě Františka Skuherského a Karla Steckera a rovněž i hru na violoncello, avšak závěrečnou zkoušku složil až v roce 1895. Mezitím v září roku 1885 zemřel Vilémův otec Jindřich Wachsmann, načež se za dva roky rodina přestěhovala do Prahy na Nové Město.
V roce 1889 odjel Vilém Waschman do Ruska a následně přijal místo vojenského kapelníka u 108. pěšího pluku ve Vilně. Nedlouho nato přestoupil na pravoslaví a díky tomu roku 1892 získal ruské občanství a nastoupil jako kapelník k renomovanému kyrysnickému pluku carevny Marie Fjodorovny v Gatčině u Petrohradu. Rovněž řídil orchestr hráčů na balalajku a dvaapadesátičlenný smyčcový orchestr, který získal velkou popularitu a podnikl řadu koncertních turné. V roce 1904 se ze zdravotních důvodů vrátil do Prahy a působil zde jako sekretář ruského konzulátu v tehdejším Rakousko-Uhersku.
Po vypuknutí první světové války byl v roce 1915 jako ruský příslušník zatčen a po výměně za rakouského konzulárního úředníka, zadrženého v Rusku, poslán do Petrohradu. Ještě téhož roku si podal přihlášku do československé legie a do jejího vyřízení působil u různých vojenských institucí petrohradského vojenského okruhu. V roce 1917 nastoupil u 6. československého střeleckého pluku, kde působil jako kapelník a šířil českou klasickou hudbu Smetanovu a Dvořákovu, kterou i sám upravoval pro dechový orchestr.
V roce 1920 se vrátil do vlasti a následně byl přidělen do inspektorátu hudeb jako zástupce inspektora při Ministerstvu národní obrany, kde v letech 1921–1925 vedl hudební referát. Poté se s rodinou usadil v Sázavě, kde působil jako ředitel kůru, varhaník, pracoval v Sokole, založil a cvičil dobrovolné hasiče. V letech 1929–1934 na přechodnou dobu nastoupil zpět do vojenské služby na Ministerstvo národní obrany, aby působil v kanceláři Československých legií. Zemřel v Praze koncem dubna roku 1945 a následně byl uložen do hrobu na Vyšehradě.
Václav Voskovec byl nositelem řady vyznamenání a sám i zkomponoval drobné skladby pro violoncello a klavír, několik smyčcových kvartet, staroslovanskou a svatováclavskou mši,a směs lidových písní „Kolínským přátelům“ či pochod „Památce Karla Šebora“